# 田口昻
田口 昻（たぐち たかし、1942年5月18日 - 2016年8月16日）は、日本の男性声優。最終所属はぷろだくしょんバオバブ。東京都出身。

## 経歴
多摩芸術学園卒業。
劇団芸協、江崎プロダクション、オフィス央を経て、最後はぷろだくしょんバオバブに所属していた。
2016年8月16日に死去。74歳没。死亡した理由は公開されてはいない。

## 人物
声種はバリトン。
アニメでは老人、紳士、執事といった役柄の多かった名脇役でコミカルな役柄も多かった。
資格は普通自動車免許。
特技は剣道、活弁、落語、音響製作。趣味は音楽鑑賞。方言は東京弁（下町）、東京弁もどき。

## 後任
田口の没後、持ち役を引き継いだ人物は以下の通り。
| 後任     | 役名           | 概要作品             | 後任の初担当作品                                        |
| -------- | -------------- | -------------------- | ------------------------------------------------------- |
| 島田敏   | カルロス       | 『ガン×ソード』      | 『スーパーロボット大戦T』                               |
| 魚建     | 庄左ヱ門の祖父 | 『忍たま乱太郎』     | 第27期                                                  |
| 矢尾一樹 | 源さん         | 『シティーハンター』 | 『劇場版シティーハンター 〈新宿プライベート・アイズ〉』 |

## 出演
※太字はメインキャラクター。

### テレビアニメ
1970年
- 昆虫物語 みなしごハッチ
- ハクション大魔王

1971年
- ゴルゴ13
- 天才バカボン

1972年
- 樫の木モック（村人、カモメ）

1973年
- けろっこデメタン（住人）

1974年
- 科学忍者隊ガッチャマン（老人）
- 昆虫物語 新みなしごハッチ（ワルムチキッド）
- 新造人間キャシャーン（隊長、アクボーン〈初代〉、ボンド、ジョイ 他）
- 破裏拳ポリマー（カセム、運転手、むささび党）

1975年
- アラビアンナイト シンドバットの冒険
- 宇宙の騎士テッカマン（所員A）
- 元祖天才バカボン（1975年 - 1977年）
- タイムボカン（隊長）

1976年
- ゴワッパー5 ゴーダム（隊長、ネンドロイド兵士）
- ポールのミラクル大作戦（蜜蜂人）
- ルパン三世 (TV第2シリーズ)（1977年 - 1979年）

1978年
- おれは鉄兵
- 科学忍者隊ガッチャマンII（隊長）
- 無敵超人ザンボット3（父 政吉）

1981年
- あしたのジョー2
- おはよう!スパンク

1982年
- 逆転イッパツマン（為五郎）
- 新・ど根性ガエル
- ときめきトゥナイト（ペック）
- 魔法のプリンセス ミンキーモモ（1982年 - 1991年、じいや、デブ、ボロウ、ウオッカ、研究員、ボトム大佐 他） - 2シリーズ

1983年
- イタダキマン（司会者、部下、用務員）
- キャッツ♥アイ
- 銀河疾風サスライガー（老人）
- The♥かぼちゃワイン（管理人）
- スペースコブラ（1982年 - 1983年）
- 魔法の天使クリィミーマミ（1983年 - 1984年、伊藤監督 他）
- 未来警察ウラシマン（市長）

1984年
- OKAWARI-BOY スターザンS（エビテン・セノビ、重役C、常務）
- 銀河漂流バイファム（技術士官）
- 超力ロボ ガラット（1984年 - 1985年、役人、ラッコ、長官、ロイド）
- 魔法の妖精ペルシャ（警官B）
- よろしくメカドック（立花監督）

1985年
- 蒼き流星SPTレイズナー（オペレーター、オペレーターA、オペレーターB）
- オバケのQ太郎
- ルパン三世 PARTIII

1986年
- あんみつ姫（写楽）
- 宇宙船サジタリウス（考古学者、マルクの秘書、社員A）
- 三国志II 天翔ける英雄たち（兵士）
- ボスコアドベンチャー（従者）
- ロボタン

1987年
- 愛の若草物語（執事）
- エスパー魔美（1987年 - 1989年、久保、柿沼、整備士、自転車屋、犯人）
- シティーハンター シリーズ（1987年 - 1997年、モラン、執事、源さん） - 2シリーズ + 特別編2作品
- 十五少年漂流記（ホープス）
- Bugってハニー
- マンガ日本経済入門（専務）
- ミスター味っ子（1987年 - 1989年、焼き芋屋のおじさん、親方〈初音寿司〉、亀蔵）

1988年
- 美味しんぼ（1988年 - 1993年、田谷代議士、キムさん、守谷会長、広田シェフ、喜友納、議員C 他） - 1シリーズ + 特別編
- 夢見るトッポ・ジージョ（ペットショップ主人）

1989年
- アイドル伝説えり子（田中ディレクター）
- 昆虫物語 みなしごハッチ（1989年 - 1990年、カブトムシ、コガネムシの長老）
- YAWARA!（1989年 - 1992年、老人、校長先生、おやじ、店主、菅井支店長）

1990年
- おぼっちゃまくん（1990年 - 1991年、青木、支配人、家老、裁判長星人、御茶魔水博士、総理大臣）
- からくり剣豪伝ムサシロード（牢屋の男たち）
- ジャングルブック・少年モーグリ（オオカミA）
- チンプイ（ヨロイの男、タフソン、秘書）
- 八百八町表裏 化粧師（役人）
- 魔神英雄伝ワタル2（デカメレオン、パンダアンパンダ）
- 私のあしながおじさん（ハーディ）

1991年
- 21エモン（ワンダラー星人A、店の主人、男の声）
- 笑ゥせぇるすまん（湯網好男）

1992年
- クレヨンしんちゃん（1992年 - 2010年、運転手、店員、中年男性、駅員A、ミカケ・ダオシー、赤丸添削 他） - 1シリーズ + 特別編
- ファンタジーアドベンチャー 長靴をはいた猫の冒険
- フランダースの犬 ぼくのパトラッシュ（村人B）
- ママは小学4年生（徳さん）
- 横山光輝 三国志

1993年
- コボちゃん
- 忍たま乱太郎（1993年 - 2014年、在庫忠安、雨散九斎、猿吉、井上、庄左ヱ門の祖父〈2代目〉 他）
- ミラクル☆ガールズ（侍医）
- 幽☆遊☆白書（ダフ屋、怨爺）

1994年
- 機動武闘伝Gガンダム（市長、ピエロ）
- きょうふのキョーちゃん（歌丸）
- 七つの海のティコ（ルイージ）
- 魔法陣グルグル（商人、従者、大臣、老占い師）

1995年
- 新機動戦記ガンダムW（H教授）

1996年
- 家なき子レミ
- みどりのマキバオー（馬主、輝の父）

1997年
- ドラえもん（テレビ朝日版第1期）（1997年 - 2004年、主人、引きかえ機 他）
- ポケットモンスター（パパ）

1998年
- カウボーイビバップ（マン龍）
- ルパン三世 炎の記憶〜TOKYO CRISIS〜

1999年
- 週刊ストーリーランド（ジョン）

2000年
- 名探偵コナン（2000年 - 2016年、犬山浩、遠藤信明、秋山拓也、甲谷廉三、石黒忠治、湯原庄之介 他）

2002年
- Witch Hunter ROBIN（鈴木〈情報屋〉）
- 機動戦士ガンダムSEED（長老）
- 天使な小生意気（管理人）

2003年
- あたしンち（2003年 - 2009年、おやじ、警察官A、坂田の父、役員、料亭の従業員B 他）
- 凧になったお母さん（おまわりさん）

2005年
- ガン×ソード（カルロス）
- ブラック・ジャック（斎藤医師）

2006年
- エンジェル・ハート（代理人）
- コードギアス 反逆のルルーシュ（曹将軍、陪臣）
- まじめにふまじめ かいけつゾロリ（執事）

2007年
- ドラえもん（テレビ朝日版第2期）（ラーメン屋店主）

2008年
- のらみみ2（ポチ）

2009年
- 怪談レストラン（おじいさん）

2010年
- ご姉弟物語（重治）

2011年
- 銀魂'（じいさん）

2014年
- それでも世界は美しい（侍従）

2015年
- 新あたしンち（2015年 - 2016年、店主）

### 劇場アニメ
1985年
- ルパン三世 バビロンの黄金伝説（富豪）

1989年
- ドラえもん のび太の日本誕生（地主）
- 魔女の宅急便

1991年
- 機動戦士ガンダムF91（ローバー、ラー・グスタ艦長）
- ドラえもん のび太のドラビアンナイト（手下B）
- ドラミちゃん アララ♥少年山賊団!（ゲンタの父）

1992年
- 機動戦士ガンダム0083 ジオンの残光（ゲイリー）

1993年
- 蒼い記憶 満蒙開拓と少年たち（鈴木辰吉）

1994年
- ドラえもん のび太と夢幻三剣士（妖霊）

1995年
- ドラえもん のび太の創世日記（本屋）

1996年
- 魔法陣グルグル 劇場版（教徒D）

1998年
- 新機動戦記ガンダムW Endless Waltz 特別篇（H教授）

2003年
- Pa-Pa-Pa ザ☆ムービー パーマン（子分A）

2004年
- ドラえもん のび太のワンニャン時空伝（魚政）
- Pa-Pa-Pa ザ★ムービー パーマン タコDEポン!アシHAポン!（子分A）

2014年
- クレヨンしんちゃん ガチンコ!逆襲のロボとーちゃん（サル親父）

### OVA
1985年
- 魔法のプリンセス ミンキーモモ 夢の中の輪舞（ボトム大佐）

1988年
- 機甲猟兵メロウリンク（ディック）

1989年
- 笑劇 新選組

1990年
- 暗黒神話（ヒゲの男）

1991年
- 機動戦士ガンダム0083 STARDUST MEMORY（ゲイリー、カレント、高官A、グワデン艦長）
- 銀河英雄伝説（クラップフ）

1992年
- けろけろけろっぴのけろけろハウスのひみつ（老人）

1993年
- のぞみウィッチィズ

1994年
- 装甲騎兵ボトムズ 赫奕たる異端（ラド）

1995年
- 沈黙の艦隊

1997年
- 新機動戦記ガンダムW Endless Waltz（H教授）

2008年
- ルパン三世 GREEN vs RED（研ぎ師）

### Webアニメ
- アニメで分かる心療内科（2015年、男A、よしおパパ）

### ゲーム
1999年
- SDガンダム GGENERATION（1999年 - 2016年、ゲイリー） - 3作品

2000年
- サンライズ英雄譚R（H教授）

2002年
- 機動戦士ガンダム ギレンの野望 ジオン独立戦争記（ゲイリー、財閥関係者）

2004年
- テイルズ オブ リバース（スカラベ）

2006年
- テイルズ オブ デスティニー（PS2版）（アルバ・トーン）
- テイルズ オブ ファンタジア -フルボイスエディション-（レニオス）

2007年
- THE BATTLE OF 幽☆遊☆白書 〜死闘! 暗黒武術会〜 120%フルパワー（怨爺）

2008年
- 機動戦士ガンダム ギレンの野望 アクシズの脅威（ゲイリー）
- テイルズ オブ ヴェスペリア（ラゴウ、クリティア族の街 ミョルゾの長）

2009年
- 機動戦士ガンダム ギレンの野望 アクシズの脅威V（ゲイリー）

2012年
- 機動戦士ガンダムオンライン（ゲイリー）

### ドラマCD
- 機動戦士ガンダム0083 CDシネマ2/宇宙の蜉蝣（機関長）
- 低俗霊DAYDREAM（滋裏）
- テイルズ オブ リバース Vol.2.3（スカラベ）

### 吹き替え

#### 映画
- アーネスト、クリスマスを救え!（チャック〈ゲイラード・サーテイン〉）
- アウトロー ※TV版
- アマデウス ※TV版
- アメリカン・グラフィティ ※テレビ朝日版
- あきれたあきれた大作戦 ※テレビ朝日版
- ありきたりな狂気の物語（浮浪者）
- いまを生きる（ノーラン校長）※TV版
- インディ・ジョーンズ/最後の聖戦 ※VHS・DVD版
- ウィロー（ロール〈ケヴィン・ポラック〉）※ソフト版
- うっかり博士の大発明 フラバァ（エルキンズコーチ）
- 裏切りのベストセラー
- SF/ボディ・スナッチャー
- 帰ってきたデブゴン 昇龍拳（フォン〈スン・ユエ〉）
- カサノバ（サンジェルマン伯爵〈ハロルド・イノチェント〉）※テレビ朝日版（HDニューマスター版Blu-ray・DVD収録）
- 風と共に去りぬ（ポック）※JAL版
- 金城武の死角都市・香港
- カンガルー・ジャック（トミー）
- キングサイズ（クラメルコ〈レオナルト・ピェトラシャク〉）
- クラッカージャック2（ベニー〈ミラン・ガルグラ〉）
- ゲッティング・イーブン（囚人）
- 荒野の1ドル銀貨（酒場の男、マコーリーの部下）
- ザ・インタープリター
- ザ・ファイター（ジョージ・ウォード）
- サルバドル/遥かなる日々 ※フジテレビ版
- 幸せはパリで（ポッター〈ジャック・ウェストン〉）※テレビ版（DVD収録）
- シティヒート ※フジテレビ版
- シャドー
- 知りすぎていた男
- 茂みの中の欲望
- 上海サプライズ
- 勝利への旅立ち
- 新・ぼくはむく犬（レイモンド〈ディック・ヴァン・パタン〉）
- 新・桃太郎（ケセラン、侍）
- 新・荒野の用心棒（エメット、マーロウ、男3）
- スタスキー&ハッチ
- スペースキャット（ウィーゼル）※テレビ版
- 戦場にかける橋 ※フジテレビ版
- ダーク・ハーフ
- 大西部無頼列伝（フォルゲイン〈ジャンニ・リッツォ〉）
- 007シリーズ（Q〈デスモンド・リュウェリン〉）
  - 007 死ぬのは奴らだ（ドクター・カナンガの部下）※TBS旧録版
  - 007 リビング・デイライツ ※テレビ朝日版
  - 007 消されたライセンス ※テレビ朝日版
  - 007 ゴールデンアイ ※テレビ朝日版
  - 007 トゥモロー・ネバー・ダイ ※ソフト版
  - 007 ワールド・イズ・ノット・イナフ ※ソフト版
- ダンク・ブラザース/脱線ファンにご用心（ビッグ・ジム・フルトン）
- 弾突 DANTOTSU（ブルーノ）
- 第十七捕虜収容所 ※新録版
- 月の輝く夜に（レイモンド・カストリーニ）※JAL機内上映版
- ディープ・コア2000（ポー）
- テネシー・ナイツ
- トレマーズ3（観光客）
- 何かいいことないか子猫チャン ※TBS版
- ハックルベリー・フィンの冒険
- バック・トゥ・ザ・フューチャー（オーティス・ピーボディ）※ソフト版
- バニシング・ヒーロー  ※テレビ東京版
- ピンクの豹（タッカー〈コリン・ゴードン〉）※テレビ東京版
- ピンク・パンサー3
- 羊たちの沈黙
- ファイヤーフォックス ※テレビ朝日版
- ベルボーイ狂騒曲/ベニスで死にそ〜（アルフィオ〈アレックス・ノートン〉）
- ホーム・アローン（エド〈ビル・アーウィン〉、デヴェロー巡査）※テレビ朝日版（日本語吹替完全版Blu-rayBOX収録）
- ランボー（シングルトン〈デヴィッド・クロウリー〉）※フジテレビ版
- 霊幻道士6/史上最強のキョンシー登場（キョンシー）
- ロマンシング・アドベンチャー/キング・ソロモンの秘宝 ※テレビ東京版

#### ドラマ
- ER緊急救命室シーズン10 #17（バーン）
- WITHOUT A TRACE/FBI 失踪者を追え!3
- 浮気なおしゃれミディ（ウェイター）
- 恐竜家族
- 刑事コロンボシリーズ
  - 刑事コロンボ 毒のある花（ファーディ）
  - 新・刑事コロンボ 華麗なる罠（ディック・サージェント）※本人役
  - 新・刑事コロンボ 大当たりの死（警備員、宝石店の客）
- ジェシカおばさんの事件簿 愛犬が犯人なんて（検死官）
- シャーロック・ホームズの冒険 もう一つの顔（巡査）
- 13日の金曜日「運命のコイン」
- 新スタートレック（ドクター・ファレク、デイモン・ボーク）
- CSI:マイアミ（ケンウォール・デューク・デュケーン〈ジョン・ハード〉）
- 7デイズ/時空大作戦（アイザック・メントナー博士〈ノーマン・ロイド〉）
- 特捜刑事マイアミ・バイス
- バビロン5（ロンド・モラーリ〈ピーター・ジュラシック〉）
- 犯罪捜査官ネイビーファイル（マッキー）
- フルハウス（ジャック）
- フレンズ（マネージャー）
- 名探偵ポワロ ダベンハイム失踪事件（鳩の運び屋）※NHK版
- メントーズ〜世界の偉人たちからのメッセージ〜（店主）
- ヤングライダーズ（バーテン、山男）
- 楊家将（元佶）
- 来来!キョンシーズ（仙人ジジ助）

#### アニメ
不明
- バットマン

1992年
- ザ・シンプソンズ（ジェイク理容師〈初代〉 他）
- チップとデールの大作戦（シーマス、スピネリ）

1997年
- ドナルドと腹ペコグマ（園長）

1999年
- カウ&チキン（バブーン〈初代〉）※1 - 26話まで

### パチンコ
- あしたのジョー

### 特撮
- おはよう! こどもショー
  - 行け! グリーンマン（トンチキの声）
  - 行け! 牛若小太郎（うらぎらの声）

### ボイスオーバー
- BS世界のドキュメンタリー

### テレビドラマ
- サインはV 第21話（1969年、TBS） - 実況アナ 役

### 舞台
- CHK放送劇団 GODZILLA（音響監督）

### その他コンテンツ
- 機動戦士ガンダム0079カードビルダー（ゲイリー）